# Николаев, Дмитрий Николаевич
Дмитрий Николаевич Николаев (род. 25 января 2000, Санкт-Петербург) — российский хоккеист, вратарь московского «Спартака».

## Клубная карьера
Начал заниматься хоккеем в петербургской школе «Спартак», до восьми лет был нападающим. С 2010 года — в клубе «Нева», в 2013 году перешёл в «Серебряные львы». Первый матч в МХЛ сыграл в сезоне 2016/17 в 16 лет, в следующем году стал первым номером команды, с сезона 2019/20 — первый номер в «СКА-1946», где установил несколько командных рекордов среди вратарей. По итогам сезона 2019/20 стал победителем регулярного чемпионата МХЛ. В 2019 году дебютировал в составе «СКА-Невы» и провёл три из пяти первых матчей в ВХЛ на ноль. По итогам сезона 2019/20 стал обладателем бронзовых медалей ВХЛ, а также победителем Первенства России по хоккею среди юниоров до 21 года.
Четвёртый петербургский вратарь СКА с момента образования КХЛ после Максима Соколова, Евгения Иванникова и Алексея Мельничука. Дебютировал 21 ноября 2021 года в гостевой игре против ЦСКА (1:3) — основной вратарь Ларс Юханссон пропустил три шайбы к восьмой минуте первого периода, а вышедший на замену Николаев отразил все 15 бросков. 23 ноября 2021 года отыграл весь гостевой матч против «Нефтехимика» (8:2), и СКА прервал рекордную для клуба серию поражений в КХЛ из шести игр. Был признан лучшим новичком 12-й недели сезона КХЛ. По итогам сезона 2021/22 стал бронзовым призёром КХЛ. В сезоне 2022/23 провёл 42 встречи, в которых одержал 30 побед с 92,9 % отражённых бросков и коэффициентом надёжности 2,34, в плей-офф на счету Николаева 15 матчей и девять побед. Также вместе с петербургским клубом Николаев стал обладателем Кубка Континента и бронзовым призёром КХЛ.
9 октября 2023 года в результате обмена на Андрея Чивилёва и Амира Нугманова стал игроком «Нефтехимика». В составе клуба принял участие в двух матчах. 17 ноября 2023 года в результате обмена на Германа Точилкина и денежную компенсацию стал игроком московского «Спартака», подписав контракт до 2026 года. 27 января 2024 года в матче против московского «Динамо» (4:3 Б) Николаев отразил 59 бросков из 62, показав лучший результат в карьере. 25 июля 2025 года заключил новый контракт со «Спартаком» до конца сезона 2027/28.

## Карьера в сборной
2 августа 2021 года был впервые вызван в состав олимпийской сборной России для участия на турнире Sochi Hockey Open. 3 мая 2022 года был впервые вызван в состав сборной России для участия на Liga Stavok St. Petersburg Cup. 1 мая 2022 года Николаев отметился голом на 58-й минуте товарищеского матча за национальную команду России против сборной Белоруссии, он забил в пустые ворота и стал первым вратарём в истории сборной России, забросившим шайбу. 16 апреля 2023 года был вызван в состав сборной «России 25» для участия в турне по России, Казахстану и Белоруссии.

## Достижения
- Обладатель Кубка Континента: 2022/23
- Победитель регулярного чемпионата МХЛ: 2019/20
- Бронзовый призёр КХЛ (2): 2021/22, 2022/23
- Бронзовый призёр ВХЛ: 2019/20